# Berta Morena
Berta Morena   (Mannheim, 27 de gener de 1878 - Rottach-Egern, 7 d'octubre de 1952) era una cantant d'òpera alemanya.
El cognom de naixement era Meyer, però el canvià pel de Morena. Va fer els estudis amb l'esposa del mestre de capella Hugo Röhr i la senyora de Sales, a Múnic. Fou cantant del Palau Reial de Baviera i prima donna de l'Òpera de Múnic. Actuà amb gran èxit a Rússia, Països Baixos i les principals ciutats d'Alemanya, passant més tard a Londres i Amèrica. Se li atorgà la medalla d'Anhalt.